# VRML
 (енгл. Virtual Reality Modeling Language) је језик за описивање виртуалних светова представљених на Веб-y. Намера креатора је да VRML буде стандардни језик за описивање интерактивних симулација Веб-a.
Прва верзије VRML-а дозвољава креирање виртуалног света и ограничену интеракцију са корисником. Може описати све појединости света као и прављење хиперлинкова до неких других објеката. Ови хиперлинкови могу водити ка другим VRML световима,  странама и осталим валидним МИМЕ типовима. Касније верзије, 97 (или VRML 2.0) и  (однсно VRML 3.0), дозвољавају и много комплексније интеракције, како између корисника и описаног света, тако и између делова описаног света .